# Studénskie Vísselki
Studénskie Vísselki (en rus: Студенские Выселки) és un poble de l'óblast de Lípetsk, a Rússia, que el 2011 tenia 10 habitants. Pertany al districte rural d'Úsman.